# Mikel Koliqi
Mikel Koliqi (29 de setembro de 1900 - 28 de janeiro de 1997) foi um cardeal albanês e sacerdote da Igreja Católica Romana. Ele nasceu e morreu em Shkodër (Shkodra), Albânia.

## Vida
Mikel Koliqi estudou filosofia e teologia católica romana em Milão, Itália . Foi ordenado sacerdote em 30 de maio de 1931 e trabalhou depois na diocese de Shkodra. Em 1936, se tornou vigário geral da diocese. Criou a Escola da Catedral, tornou-se editor de um jornal semanal católico e escreveu peças teatrais.
Depois de 1945, passou 38 anos na prisão em trabalhos forçados como prisioneiro político do regime comunista. Koliqi foi acusado de ouvir estações de rádio estrangeiras e (algo) da Juventude Católica. Mikel Koliqi sobreviveu a 38 anos de prisão nas prisões de Enver Hoxha, tornando-se, aos 92 anos, membro do mais alto órgão da Igreja Católica Romana, o Colégio dos Cardeais. O primeiro albanês a ser elevado ao Sacro Colégio, foi aparentemente escolhido como o mais velho dos 30 sacerdotes católicos que sobreviveram às perseguições comunistas. "Preso e impedido por longos anos no exercício de sua missão sacerdotal", escreveu o Papa João Paulo na esteira de sua morte, "ele, como um carvalho sólido, nunca se intimidou, tornando-se um exemplo brilhante de confiança na Divina Providência também". como fidelidade constante à Sé de Pedro ". Nascido em Shkodra em 1902, Koliqi foi educado pelos jesuítas que, reconhecendo sua inteligência e potencial, o enviaram para estudar no Aricci College, em Brescia, na Itália. Entre seus colegas de escola estava o futuro papa João XXIII.
Foi preso em fevereiro de 1945, quando a nova ditadura comunista reforçou o controle sobre as organizações religiosas. Passou os próximos cinco anos na prisão, principalmente em confinamento solitário. Dois padres presos com ele foram baleados.
O papa João Paulo II o nomeou diácono cardeal em 1994 para a igreja Ognissanti na Via Appia Nuova .
Koliqi viveu seus últimos anos com sua sobrinha e sua família em um pequeno apartamento perto da catedral de Shkodra. Sempre pronto para receber os visitantes, apesar de sua fragilidade, contava suas experiências na prisão sem amargura. Estava sempre ansioso para mostrar as fotografias do consistório, orgulhosamente apontando seus sobrinhos e sobrinhas que estavam presentes para compartilhar o que chamou de "destaque" de sua vida.
Está enterrado na catedral de Shkodër.